# Observatoire du Cerro Murphy
L'Observatoire du Cerro Murphy (espagnol : Observatorio Cerro Murphy, OCM ; polonais : Obserwatorium Cerro Murphy, OCM ; allemand : Observatorium Cerro Murphy, OCM) est un projet astrophysique international hébergé par l'Observatoire de Paranal de l'ESO et géré par le Centre astronomique Nicolaus-Copernicus de l'Académie polonaise des sciences (en). L'observatoire est situé sur le Cerro Murphy, une colline située à 1 kilomètre au sud-ouest et à 230 mètres au-dessous du sommet du Cerro Armazones, une montagne de la région d'Antofagasta au Chili, à 120 km au sud d'Antofagasta. L'OCM est situé à 2 817 m d'altitude et abrite actuellement 5 télescopes, dont les diamètres varient entre 0,3 et 1,5 m.
L'observatoire a été créé en 2005, détenu et exploité conjointement par l'Université de la Ruhr de Bochum (RUB) et l'Université catholique du Nord (UCN) jusqu'en 2020, date à laquelle il a été transféré au Centre astronomique Nicolaus Copernicus de l'Académie polonaise des sciences (CAMK), et est désormais géré par le projet Araucaria. L'Observatoire du Cerro Murphy a été officiellement inauguré le 28 Novembre 2023.
Le plus grand télescope polonais, avec un miroir de 2,5 m de diamètre, est actuellement construit par Astro Systeme Austria (ASA) et commencera à fonctionner à l'OCM en 2026.Trois autres observatoires se trouvent à proximité : l'observatoire Paranal géré par l'Observatoire européen austral (ESO), l'Extremely Large Telescope de l'ESO (actuellement en construction) et le télescope à rayons gamma Cherenkov Telescope Array (également en construction, hébergé par l'ESO).

## Historique
Il a été établi en 1995 sur les pentes du Cerro Armazones, une montagne de la région d'Antofagasta au Chili. Il est inauguré le 2 décembre 1995.
Le 26 avril 2010, le Conseil européen de l'Observatoire austral a choisi Cerro Armazones comme site du projet de télescope géant européen. Le télescope sera situé au sommet de la montagne. De ce fait le premier emplacement de l'OCA a été abandonné, à cause de la proximité du chantier de ELT depuis janvier 2014.

## Situation géographique
L'observatoire est situé dans le désert d'Atacama, à environ 130 kilomètres  au sud de la ville d'Antofagasta.
L'aridité, la transparence du ciel et le grand nombre de nuits claires par an font de cette région l'une des plus privilégiées du monde pour l'astronomie optique et dans le proche infrarouge. La position de l'OCA et des autres observatoires alentour comme le VLT bénéficie de deux caractéristiques géographiques importantes qui contribuent à la qualité du ciel. D'une part, la Cordillère de la Côte arrête les fronts nuageux de l'océan Pacifique à basse altitude en raison du courant océanique froid de Humboldt. D'autre part, la Cordillère des Andes arrête les fronts de l'océan Atlantique.
Contrairement à de nombreux autres observatoires, l'OCA n'est pas situé au point le plus élevé de sa montagne hôte. Au lieu de cela, il était situé à environ 340 mètres sous le sommet et à 1 kilomètre au sud-ouest.
Les télescopes de l'université de Bochum, installés après 2006, sont toujours pleinement opérationnels et sont situés 500 mètres plus à l'ouest et 100 mètres plus haut que l'observatoire original de l'OCA, sur un sommet secondaire du Cerro Armazones, le Cerro Tololo.

## Les télescopes
L'observatoire accueille ou a accueilli plusieurs instruments, :
- L'Hexapod-Telescope est un télescope optique de 1,5 mètre de diamètre, qui doit son nom à son support inhabituel, composé de six entretoises de haute précision soutenant une plate-forme sur laquelle le télescope est fixé. Il a été développé et testé par RUB en Allemagne, puis transféré au Cerro Armazones en 2006.
- Un télescope de type Newton de 0,84 mètre fabriqué par Halfmann Teleskoptechnik (en) a été installé par l' UCN en 1995. Depuis il a été démonté en raison de la proximité du chantier de l'ELT et est actuellement à l'ESO Paranal pour rénovation (2015)[6].
- Le télescope infrarouge de 0,81 mètre. C'est un télescope Nasmyth sur une monture alt-azimutale. Il a été fabriqué par Halfmann Teleskoptechnik et installé en 2010[7],[8].
- Un télescope de 0,41 mètre fabriqué par Meade Instruments, qui appartient à l'UCN[9]. Il a été démonté entretemps en raison de la proximité du chantier de construction de l'ELT et se trouve actuellement à l'UCN, Antofagasta, pour être installé dans un nouveau dôme sur le campus pour des activités publiques.
- Le télescope de 0,25 mètre du Berlin Exoplanet Search Telescope II (BESTII) fabriqué par Takahashi Seisakusho, appartenant au DLR Institute for Planetary Research[10],[11].
- Le télescope binoculaire "Robotic Bochum Twin Telescope" -RoBoTT (anciennement VYSOS-6) constitué de deux télescopes de 0,15 mètre fabriqués par Takahashi Seisakusho sur une monture équatoriale allemande commune[12].
- Le Bochum Monitoring Telescope (BMT) de 0,41 mètre, type Newton[13].